# Igreja do Sagrado Coração de Jesus (Lataquia)

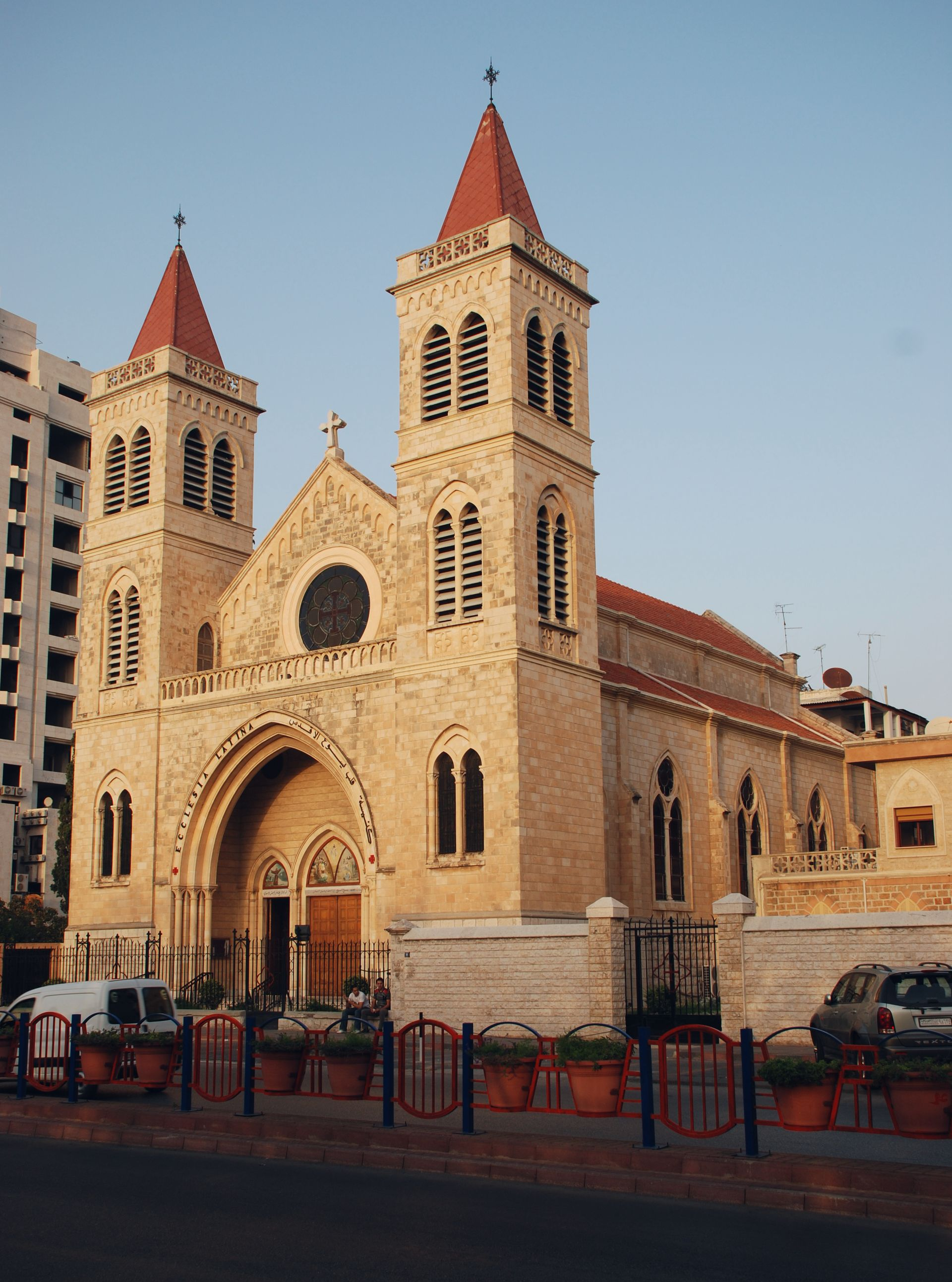

A Igreja do Sagrado Coração de Jesus ( em árabe: كنيسة قلب اليسوع الأقدس), Também conhecida como a Igreja Latina ( em árabe: كنيسة اللاتين) é uma igreja católica localizada em Lataquia, Síria. A igreja foi construída em duas fases. A primeiro foi em 1829 e a segunda em 1933. Está localizada em frente ao mar da cidade, perto do porto de Lataquia.
Os franciscanos se estabeleceram na cidade de Lataquia por volta de 1733 e construíram um pequeno mosteiro por volta de 1829. Durante o mandato francês da Síria e do Líbano, os engenheiros franceses expandiram o mosteiro em 19 de março de 1933 em sua forma atual. Cerca de 90 clérigos trabalharam na igreja, que é uma das maiores de Lataquia, pois contém uma abadia, com um grande salão e um pátio com um jardim.